# Słoneczniki (film)
Słoneczniki (wł. I girasoli) – włosko-radziecko-francuski dramat filmowy z 1970 roku w reżyserii Vittoria De Siki.
Zdjęcia kręcono we Włoszech (Mediolan), w Rosji (Moskwa, wieś Gorodnia w obwodzie twerskim) i na Ukrainie (wieś Czernieczij Jar w obwodzie połtawskim).
Polska premiera odbyła się w ramach podwójnego seansu wspólnie z dokumentem Marceli Bacciarelli – malarz ostatniego króla produkcji WFO z 1970 roku.

## Fabuła
Giovanna i Antonio pobrali się i przeżyli ze sobą kilka dni. Jednak w wyniku wybuchu II wojny światowej Antonio poszedł na front wschodni, gdzie słuch o nim zaginął. Po wielu latach Giovanna postanowiła odnaleźć męża. Udało jej się to, ale przekonała się, że Antonio ma już nową rodzinę.

## Obsada
- Sophia Loren jako Giovanna
- Marcello Mastroianni jako Antonio
- Ludmiła Sawieljewa jako Masza
- Galina Andriejewa jako Walentina Iwanowna
- Anna Carena jako matka Antonia
- Germano Longo jako Ettore
- Nadieżda Czeredniczenko jako kobieta na polu słoneczników
- Glauco Onorato jako powracający żołnierz
- Silvano Tranquilli jako były włoski żołnierz, który pozostał w Rosji
- Marisa Traversi jako prostytutka
- Gunārs Cilinskis jako pracownik radzieckiego ministerstwa
- Pippo Starnazza jako włoski urzędnik
- Carlo Ponti, Jr. jako dziecko Giovanny

## Nagrody
- 1970: David di Donatello dla najlepszej aktorki (Sophia Loren)
- 1970: Nominacja do Oscara za najlepszą muzykę filmową (Henry Mancini)